# Mariagrot (Bemelen)
De Mariagrot is een Lourdesgrot bij Bemelen in de gemeente Eijsden-Margraten, in de Nederlandse provincie Limburg. De Mariagrot aan de weg Kategrub/Bosweg ligt ten zuidoosten van Bemelen en ten noordoosten van Sint Antoniusbank in het Bemelerbos. Het bos met de grot ligt aan de westzijde van de Mettenberg aan de westelijke rand van het Plateau van Margraten in de overgang naar het Maasdal. Ter plaatse duikt het plateau een aantal meters steil naar beneden.
Op ongeveer 150 meter naar het noorden ligt de Bemelerbosgroeve II en op ongeveer 200 meter naar het zuiden liggen de Mettenberggroeve I, II en III.
De Mariagrot is uitgehouwen in de berghelling en wordt omgeven door het bos waar in het voorjaar de daslook bloeit. Aan de zijkant is een nis uitgehakt voor het branden van kaarsjes.
De grot is opgedragen aan Maria.

## Geschiedenis
In het begin van de 20e eeuw waren er paters gevestigd in het nabijgelegen klooster, het gebouw dat tegenwoordig bekend staat als het Europahuis. Zij legden in het bos aan de oostzijde van het klooster een Mariagrot aan. Vanuit het ommuurde klooster konden de paters in het bos en bij de Mariagrot komen via een bruggetje over de bosweg.
In 2008 bevond de Mariagrot zich in slechte toestand en werd ze door vrijwilligers uit het dorp hersteld en opgeknapt.